# Фолмар фон Карден
Фолмар фон Карден (на немски: Folmar von Karden, Fulmar, Vollmar, Formal, Formator von Karden, von Blieskastel; * ок. 1135; † 1189, Трир) е архиепископ на Трир от 1183 до 1189 г. последният, който едновременно не е курфюрст. Фолмар е противник на император Фридрих I Барбароса по време на борбата за инвеститура.

## Биография
Той произлиза вероятно от графската фамилия фон Близкастел.
Фолмар е пробст на манастир в Карден и от 1163 до 1183 г. архидякон в Трир и Метц. Папа Луций III го прави архиепископ, а Барбароса определя пробста на Трир Рудолф фон Вид като архиепископ. Конфликтът е разрешен едва през 1189 г. чрез смъртта на Фолмар фон Карден. На Фолмар помага кьолнският архиепископ Филип фон Хайнсберг.
Фолмар умира през 1189 г. в изгнание в Нортхамптън, Англия.